# Helenenkapelle (Bonn)

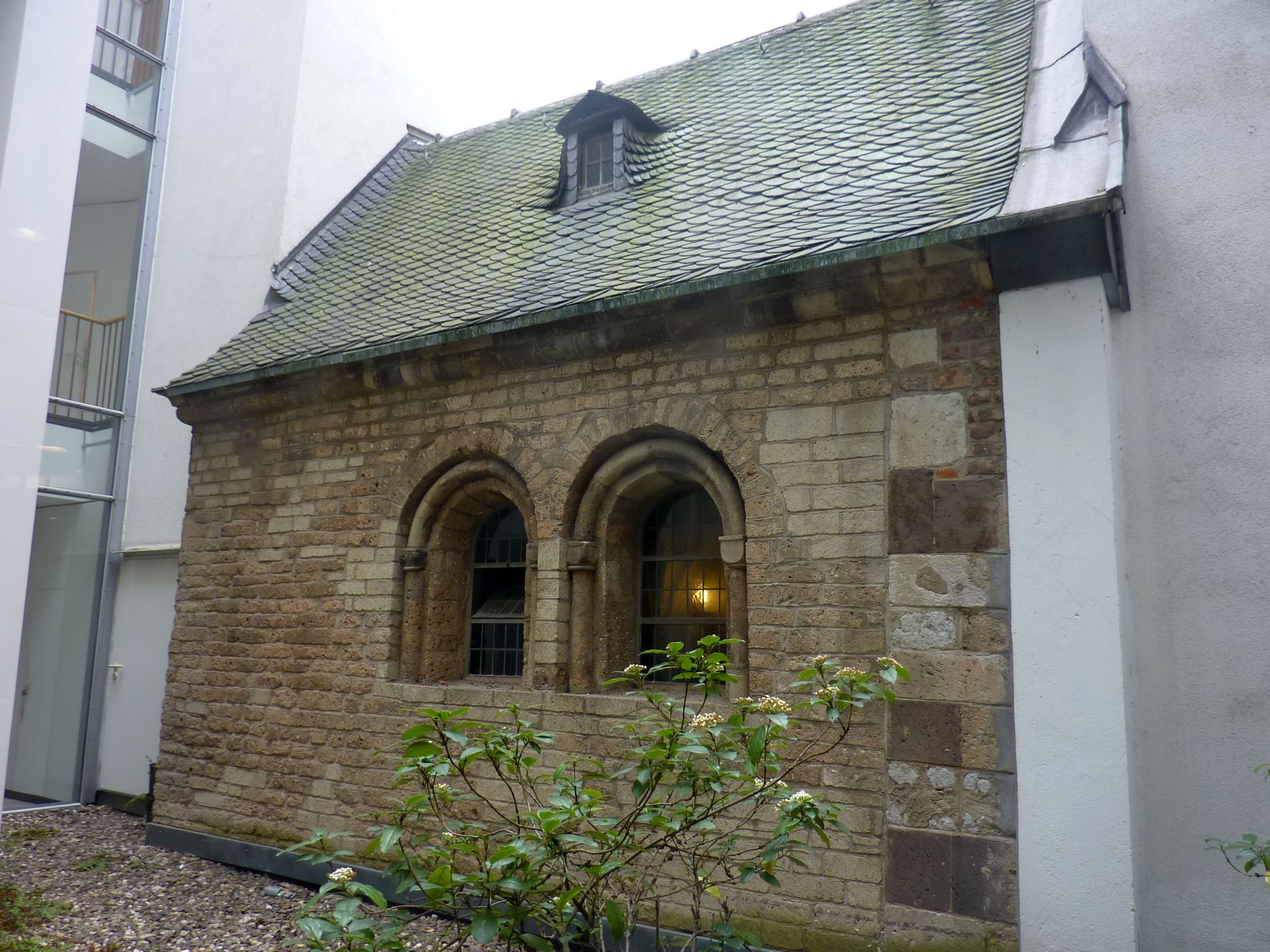
Außenansicht der Helenenkapelle in Bonn

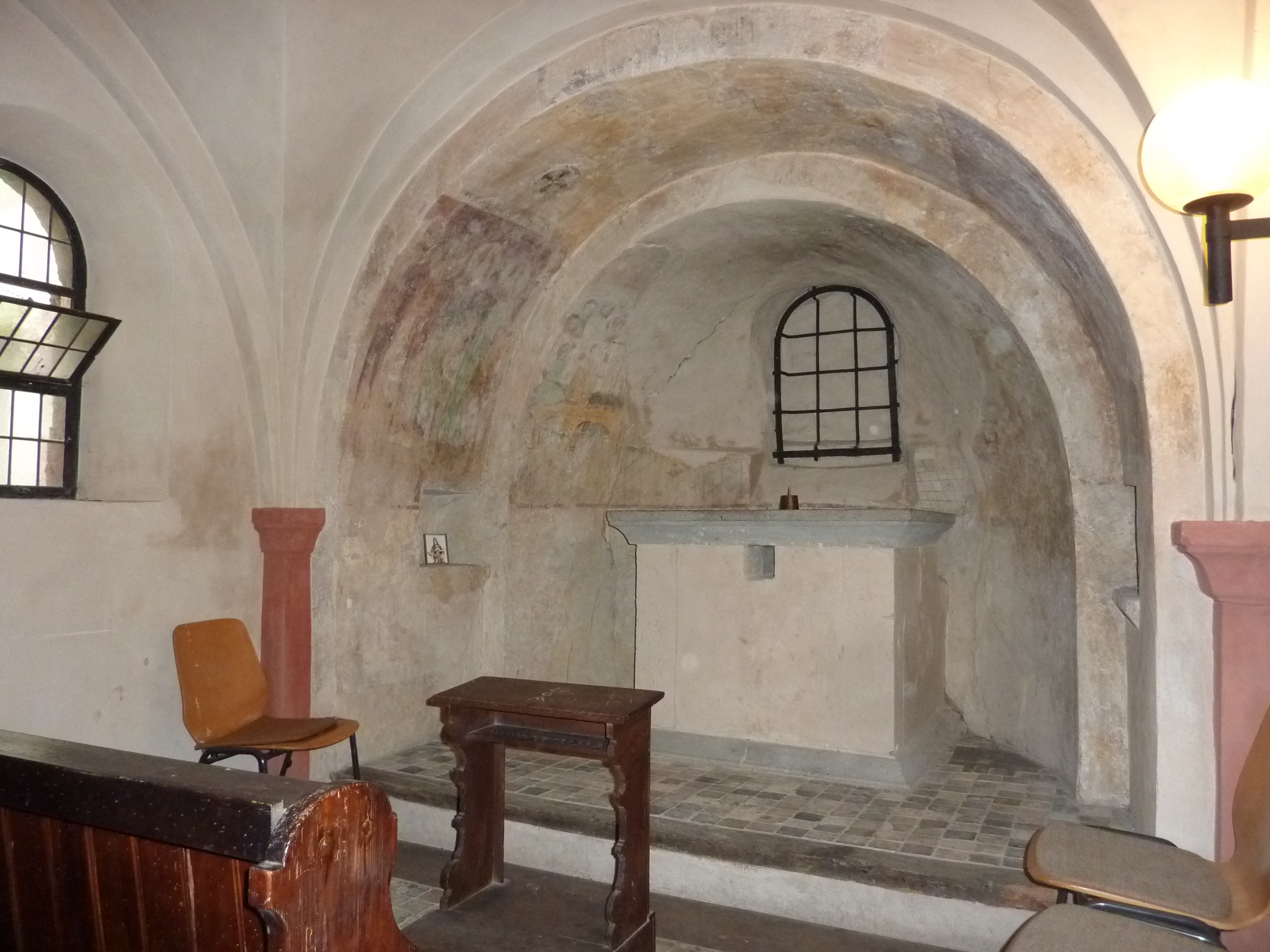
Innenansicht der Helenenkapelle

Die Helenenkapelle (auch St.-Helena-Kapelle) ist ein Kirchengebäude in Bonn-Zentrum und gilt als einzige erhaltene romanische Hauskapelle einer Stiftskurie im Rheinland.
Sie wurde wahrscheinlich um 1160 unter dem damaligen Propst des Cassius-Stifts, Gerhard von Are, der die Verehrung der heiligen Helena in Bonn einführte, als Hauskapelle erbaut und diente den Kanonikern des Cassiusstifts als Andachtsraum. Die Kapelle wurde 1657 von dem Kanoniker Johann F. Fabritius renoviert.
Während des Bombardements Bonns im Jahre 1689 durch den Kurfürsten Friedrich III. von Brandenburg – des späteren ersten Königs Friedrich I. in Preußen – wurde die Kapelle stark beschädigt. Mit der Wiederherstellung wurde erst im Jahre 1752 begonnen. Die feierliche Altarweihe fand im Jahr 1760 statt. Während der Säkularisation wurde das Kirchengebäude 1803 Privateigentum. Seit 1905 ist die Stadt Bonn Eigentümer. Im Zweiten Weltkrieg wurde die Kapelle erneut schwer beschädigt, wobei das Kreuzgewölbe durch Luftdruck verschoben und die Malereien durch Feuchtigkeit weitgehend vernichtet wurden. Der nachfolgende Wiederaufbau erfolgte bis 1949. Im Verlauf von Renovierungsarbeiten in den 1960er Jahren wurden Fresken im Innenraum der Kapelle freigelegt, die vermutlich aus dem  13. bis 15. Jahrhundert stammen. Am 23. April 1973 wurde die restaurierte Helenenkapelle wieder eröffnet.
Die Kapelle ist heute von Gebäuden umgeben und so von außen nur aus der ersten Etage des Modehauses SinnLeffers zu sehen. Über ein Treppenhaus in den Kolonnaden der Straße Am Hof gelangt man in den 3,5 × 3,5 Meter messenden, schlichten Andachtsraum mit Kreuzgewölbe, einer halbrunden Apsis und Bodenplatten aus der Entstehungszeit der Kapelle. Sie steht als Baudenkmal unter Denkmalschutz.
Am 27. Januar 2020 berichtete die Bonner Lokalzeit über die Helenenkapelle.

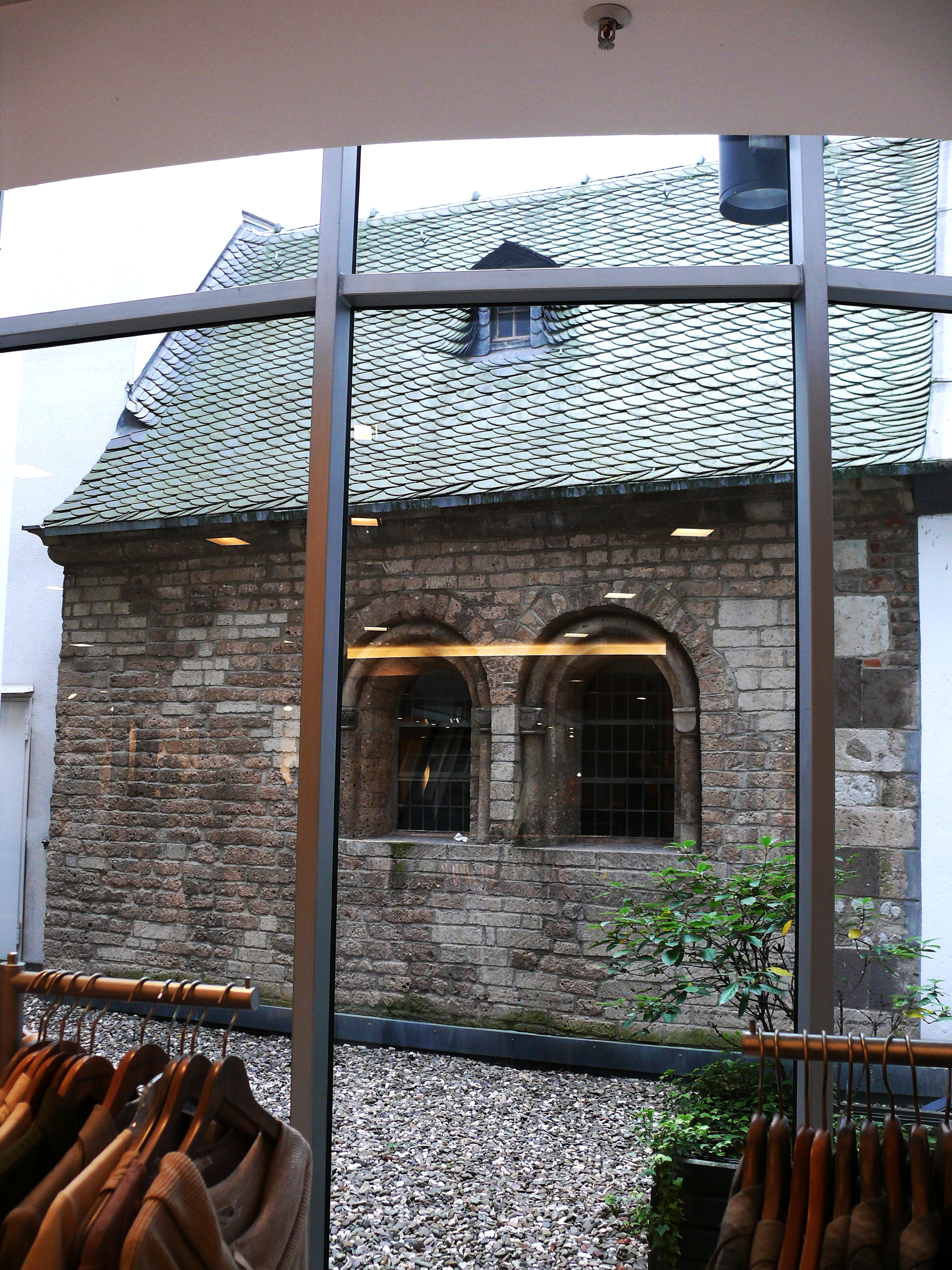
Weitere Außenansicht
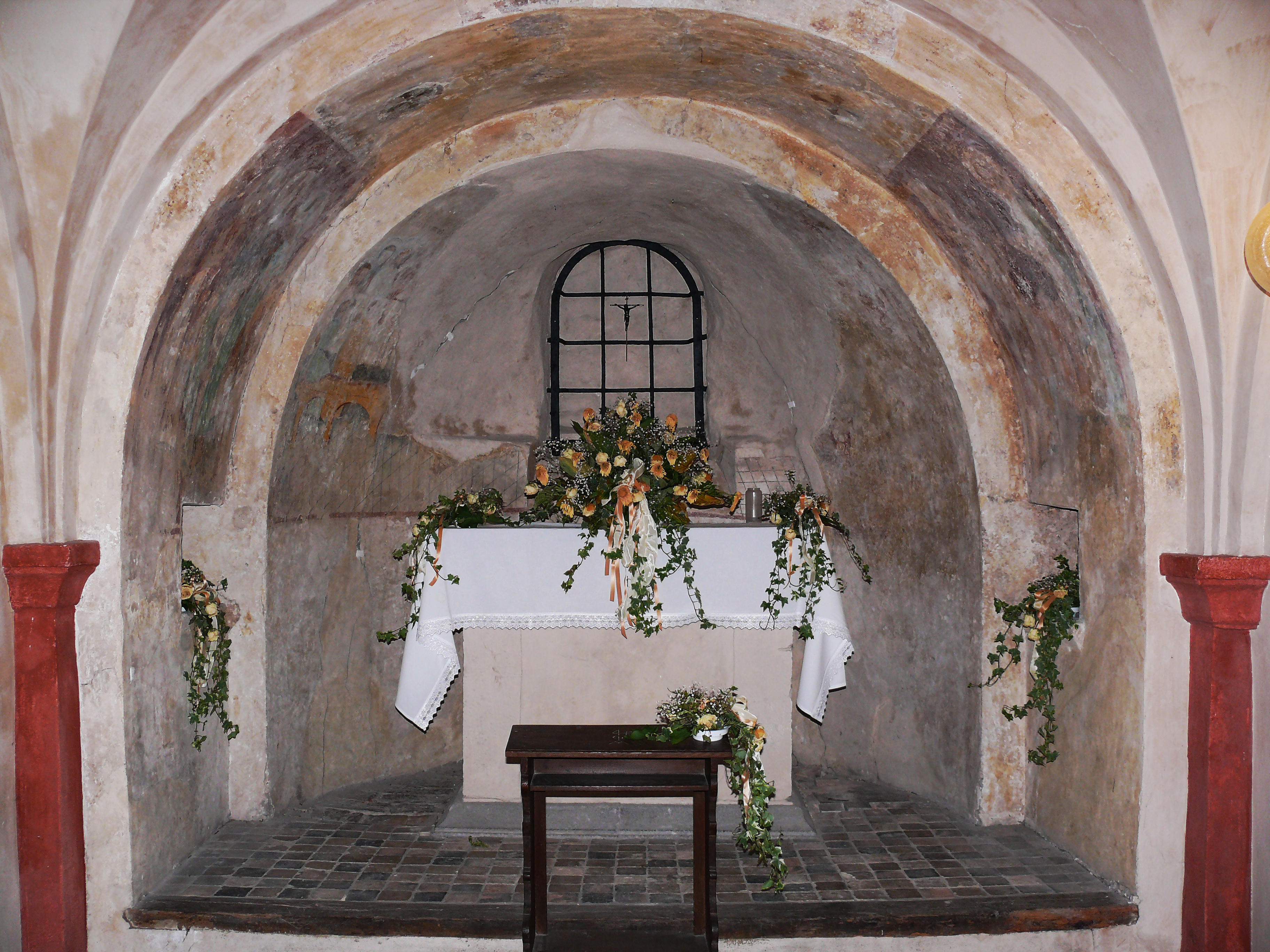
Apsis
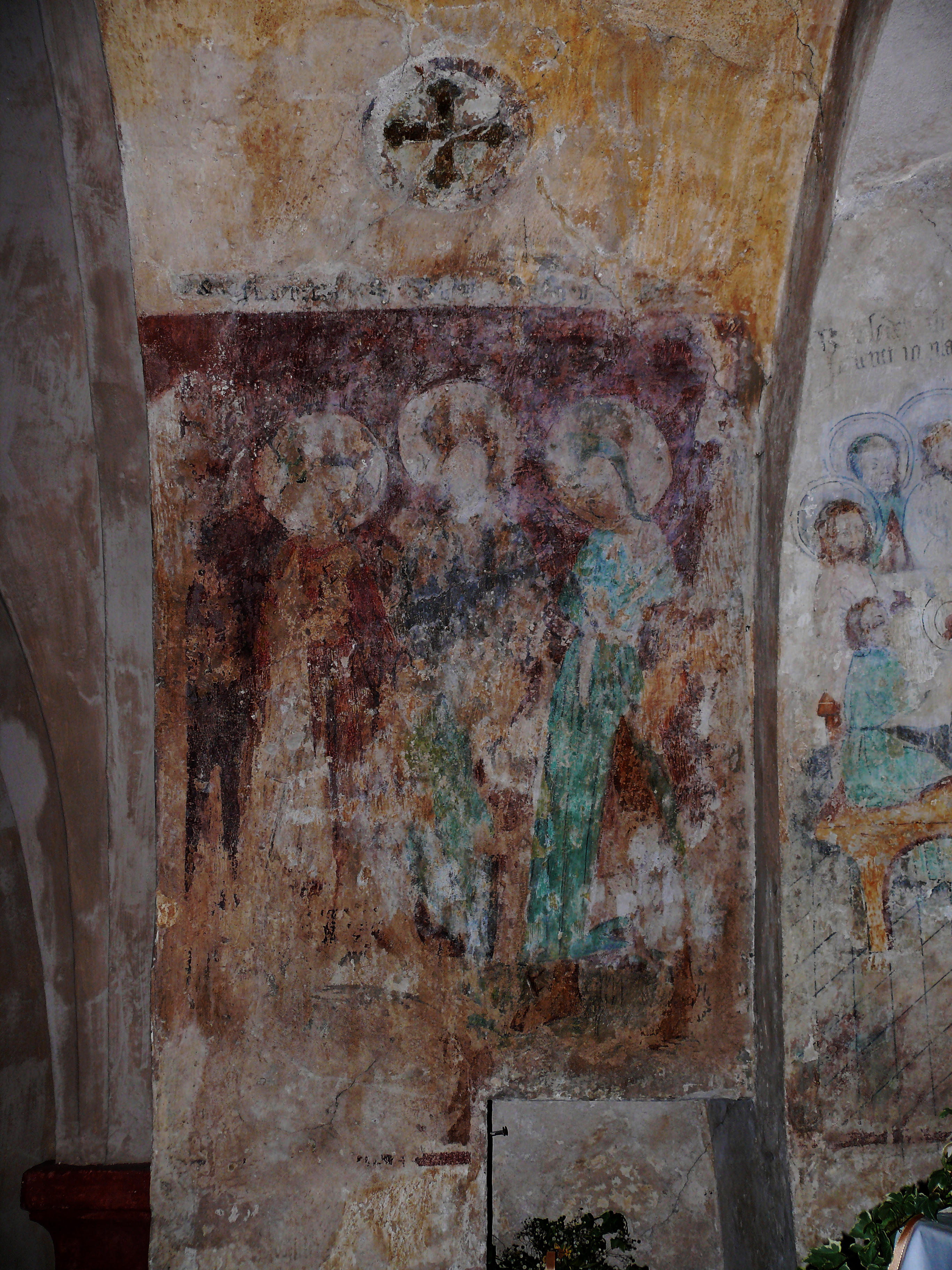
Freskenreste am linken Apsisbogen
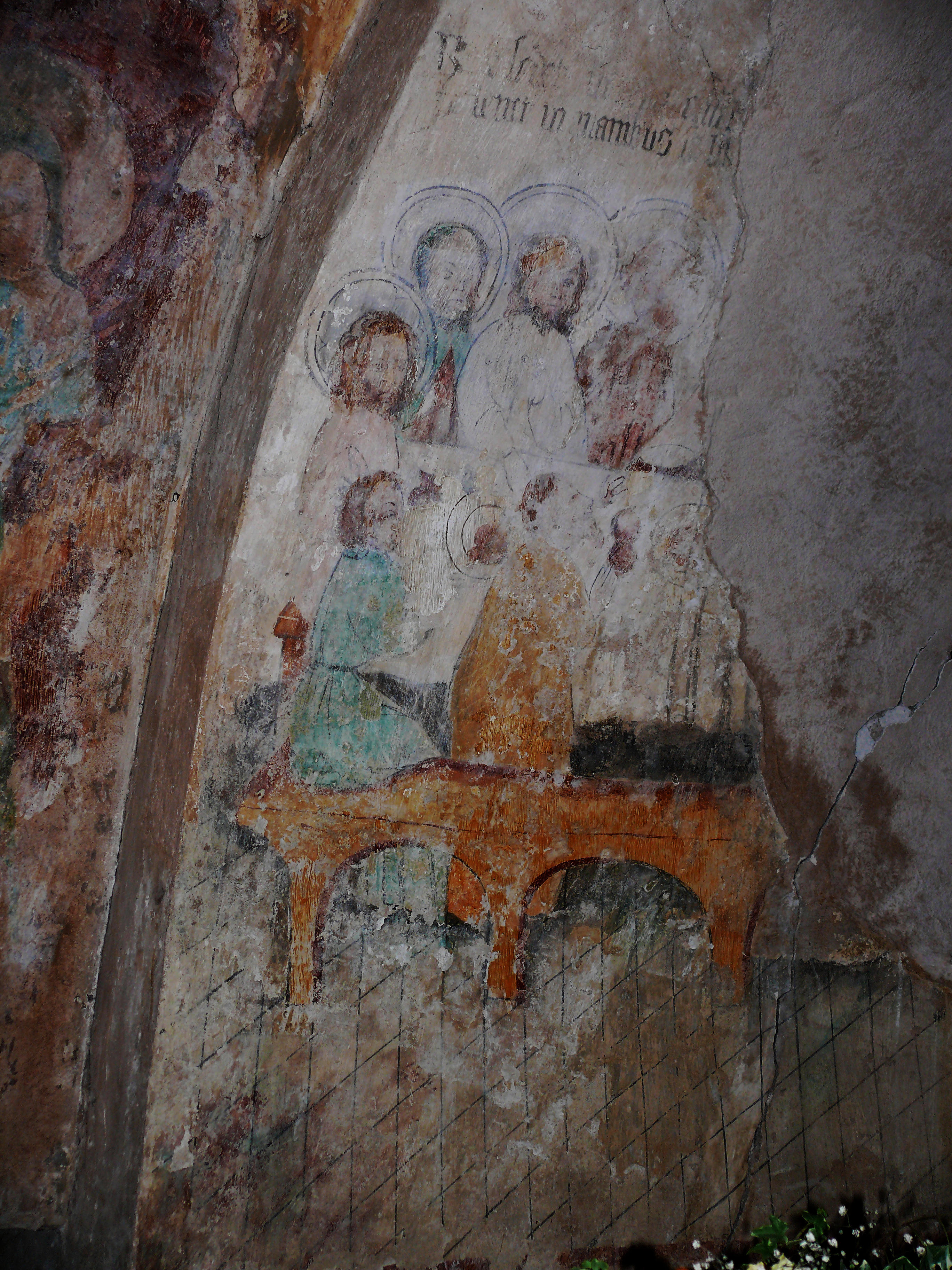
Fresko am Gewölbe der Apsis
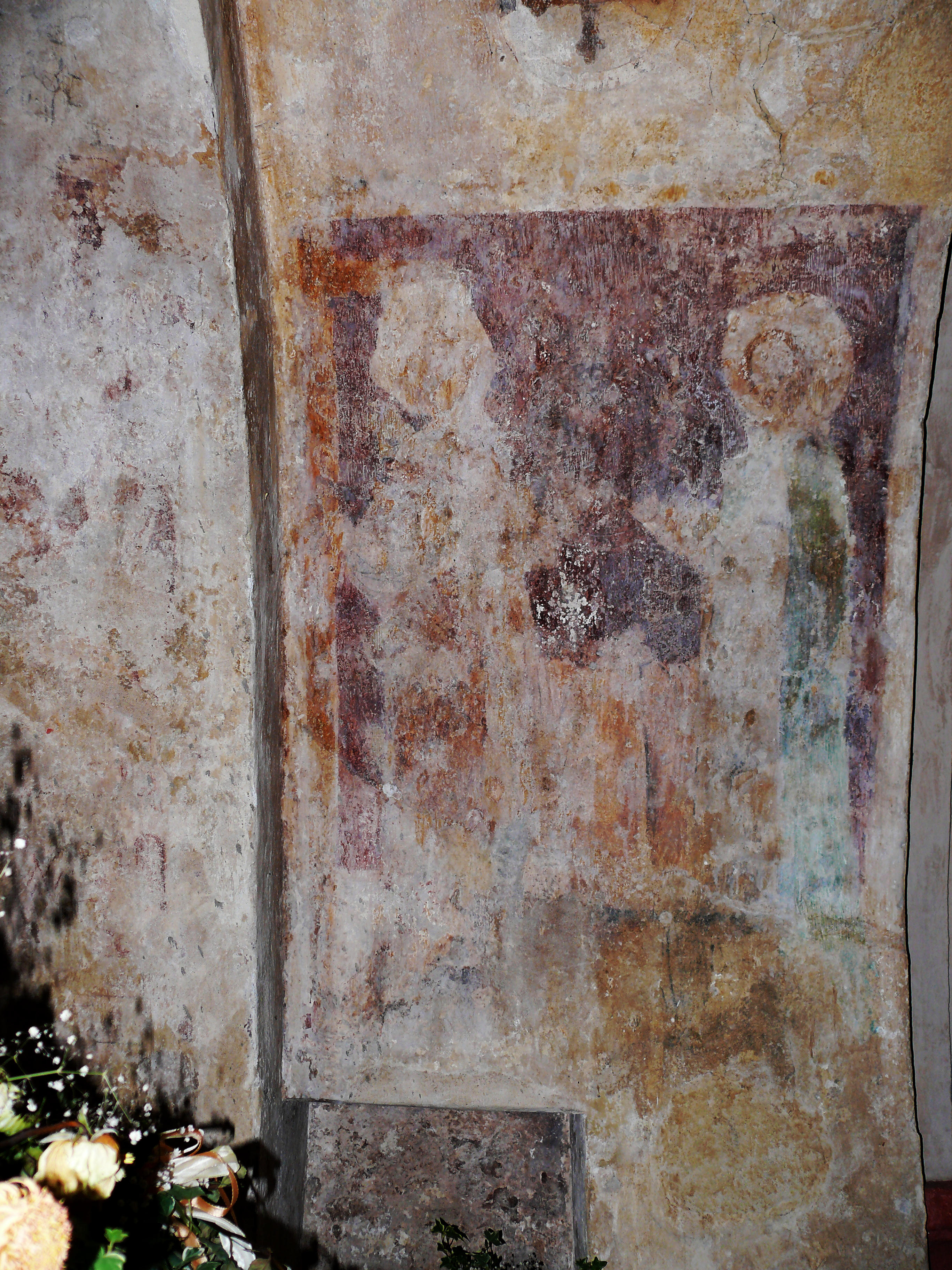
Freskenreste am rechten Apsisbogen